# Utul-kalama
Utul-kalama war laut der sumerischen Königsliste der siebte König der ersten Dynastie von Uruk (ca. 26. Jahrhundert v. Chr.). Er war ein Sohn des Ur-Nungal und somit ein Enkel des Gilgamesch. Das untypische Nichtvorhandensein jeglicher Dokumente außerhalb der sumerischen Königsliste, die seine Existenz belegen könnten, lässt darauf schließen, dass er in Wahrheit nur ein weniger bedeutender Herrscher Uruks war, der während der Herrschaft der ersten Dynastie von Ur herrschte.